# Lappid rassz

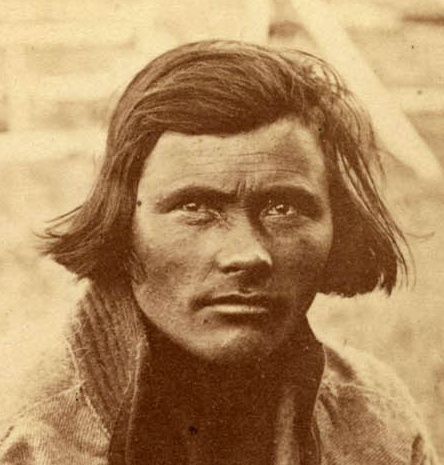
Lappid férfi

A lappid rassz (más néven lapp rassz, proto-alpi rassz, skando-lappid rassz) egy ősi európai típus. Egyesek szerint az alpi rassz elődje.

## Leírás
Testmagasságuk alacsony vagy közepes, a férfiak átlagmagassága 156-158 cm, de a végtagok hosszúak, a lábak sokszor görbék. Endomorf vagy mezomorf testfelépítésű. Pigmentáció sötét (a bőrszín sárgásbarna, a szemszín barna, a hajszín sötétbarna). Infantilis, az arc kerek.

## Elterjedési terület
Észak-Skandináviában a legelterjedtebb, különösen a számik között. Egyre északabbra húzódik a nordikus és a cro-magnoid rasszok miatt. Tiszta alakban igen ritka – még a számiknál is.